# Krzysztof Medyna
Krzysztof Medyna (ur. 18 kwietnia 1949 w Jeleniej Górze) – polski saksofonista jazzowy, kompozytor. 

## Życiorys
Syn Czesława, inżyniera drogowego, i Krystyny z domu Szwarc (po pierwszym mężu Lipska). Wychowywał się w rodzinie o wieloletnich tradycjach muzycznych. Dziadek, Aleksander Szwarc, był dyrygentem Reprezentacyjnej Orkiestry Wojska Polskiego. Matka studiowała pianistykę w Konserwatorium Warszawskim, lecz przerwała naukę ze względu na wybuch II wojny światowej.
W 1939 roku jego ojciec dowodził plutonem 43 Pułku Strzelców Kresowych. W czasie okupacji niemieckiej ziem polskich podczas wojny, jego rodzice byli żołnierzami Armii Krajowej i czynnymi uczestnikami powstania warszawskiego. Ojciec był dowódcą plutonu Batalionu „Antoni” w rejonie Starówki i dostał się do niewoli (po zakończeniu wojny wyszedł na wolność).
Zainteresowanie muzyczne i talent w tym kierunku przejawiał od dziecka. Początkowo uczył się gry na fortepianie, a następnie na klarnecie. Już w tym okresie dość szybko zainteresował się jazzem. Arkana tej muzyki, zgłębiał, jak większość swojego pokolenia, poprzez słuchanie cyklicznej audycji radiowej Willisa Conovera, zatytułowanej Voice of America Jazz Hour. Warsztatu muzycznego uczył się od grona muzyków, wywodzących się ze szczecińskiego środowiska jazzowego, ponieważ na początku lat 60. przez krótki okres mieszkał w Szczecinie i w roku szkolnym 1960/1961 uczęszczał do 5 klasy Szkoły Podstawowej Nr 18 przy ul. Komuny Paryskiej. Po kilku latach powrócił do Szczecina, gdyż rozpoczął studia na kierunku pedagogika muzyczna w tamtejszym Studium Nauczycielskim, po czym przez kilka lat pracował jako nauczyciel muzyki w szkole podstawowej, jednocześnie kontynuując swą karierę muzyczną.
W 1969 roku został członkiem zespołu Pocztylion Band, działającego przy klubie „Pocztylion” w Szczecinie, Jego kierownikiem był Andrzej Kokociński, ówczesny trębacz Filharmonii Szczecińskiej. Po kilku zmianach personalnych i objęciu kierownictwa przez Andrzeja Szpaka, zespół przyjął nazwę Bryczka Cioci Filomeny, której saksofonista był pomysłodawcą. W 1970 roku zespół wziął m.in. udział w „Szczecińskiej Wiośnie Orkiestr”. Karierę jazzową saksofonista rozpoczął w Klubie Studentów Politechniki Szczecińskiej „Kontrasty”. 
W tym okresie współpracował także ze Studiem Pantomimy Politechniki, kierowanym przez Zygmunta Zdanowicza. W 1971 roku wziął udział w Warsztatach Jazzowych w Chodzieży, gdzie grę na saksofonie doskonalił pod kierunkiem Zbigniewa Seiferta. W tym samym roku wraz z Kwintetem pianisty Janusza Weissa wziął udział w kolejnej edycji przeglądu Szczecińska Wiosna Orkiestr, gdzie grupa zajęła I miejsce w kategorii zespołów jazzowych. W 1972 roku, wspólnie z Januszem Weissem, ponownie uczestniczył w Warsztatach Jazzowych w Chodzieży. W 1973 roku jako członek Quidam Jazz Quartetu wystąpił na festiwalu Jazz nad Odrą we Wrocławiu. Zespół otrzymał wyróżnienie, podobnie jak jeden z jego konkursowych rywali, tj. krakowska formacja Laboratorium. W tym okresie saksofonista występował gościnnie również z gdańskim triem pod kier. Ludomiła M. Januszkiewicza z którym dokonał nagrań w rozgłośniach PR Szczecin i PR Gdańsk. 
W latach 1975–1978 przebywał na kontraktach w Szwecji. Jesienią 1978 roku po powrocie ze Skandynawii, wraz z zespołem Pat 78 (efemeryczna grupa szczecińskich muzyków, grywających wcześniej w Skandynawii lub na statkach), akompaniował włoskiej piosenkarce Faridzie podczas jej występów w szczecińskiej „Kaskadzie”. 
Również jesienią 1978 r. w klubie „Pinokio”, razem z pianistą Andrzejem Winnickim założył jazzową formację Breakwater, która w marcu 1979 roku na festiwalu Jazz nad Odrą zdobyła I nagrodę w kategorii zespołowej, zaś on sam, ex aequo z wrocławskim tubistą, Dominikem Wittem zajął I miejsce w kategorii solistów–instrumentalistów. W lipcu 1979 r. zespół wziął udział w koncercie „Jazz by Night” w ramach I Muzycznego Campingu w Lubaniu, zaś w październiku występował w Domu Kultury „Kolejarz” w Gorzowie Wielkopolskim, oraz wziął udział w Międzynarodowej Wiośnie Estradowej w Poznaniu (1979). Na początku 80. Breakwater występował w klubach jazzowych w całym kraju, m.in. w legendarnym warszawskim „Akwarium”, a także na festiwalach, takich jak: Pomorska Jesień Jazzowa, Jazz Neptun, Jazz Jamboree, oraz podczas Zaduszek Jazzowych. 
Zespół dokonał szeregu nagrań swoich autorskich utworów dla rozgłośni radiowych w Szczecinie, Opolu, Lublinie i Warszawie. W czerwcu 1981 roku po częściowej zmianie składu i pod nazwą Electric Breakwater wystąpił w koncercie „Premiery” w ramach XIX Krajowego Festiwalu Piosenki Polskiej w Opolu.
Zimą 1979 roku saksofonista podpisał kontrakt na zarobkowe występy z Jerzym Połomskim, zostając kierownikiem jego zespołu akompaniującego (tę rolę pełnił zespół Breakwater) piosenkarzowi na koncertach w Polsce, a także w Czechosłowacji, NRD i ZSRR w okresie od lutego 1979 do listopada 1981 roku. Ponadto w 1980 roku został zproszony do współpracy z formacją Jazz nad Odrą All Stars (późniejszy zespół In/Formation) pod kier. Sławomira Kulpowicza z którą koncertował do końca 1981 roku. W grudniu tegoż roku wraz z Jerzym Połomskim, zespołem Breakwater oraz innymi polskimi artystami, planował wyjazd na tournée po Stanach Zjednoczonych, co pokrzyżowało wprowadzenie stanu wojennego w Polsce. Ostatecznie do USA, muzyk wyjechał poprzez Pragę w styczniu 1982 roku. Po zakończeniu trzymiesięcznej trasy koncertowej z Połomskim i rozwiązaniu zespołu, co miało miejsce wiosną tego samego roku, podjął decyzję o pozostaniu w Stanach Zjednoczonych na stałe. 
W pierwszych latach na obczyźnie, pracował w różnych zawodach, m.in. przy montażu kulistych głośników w firmie Soundsphere. 
Jednocześnie jako profesjonalny saksofonista nawiązał współpracę z hermetycznym środowiskiem jazzowym Nowego Jorku, grając m.in. z takimi muzykami, jak: Greg Maker, Dave Braham, Fukushi Tainaka, Kengo Nakamura, Jeremy Pelt, Nasheet Waits, Scott Colley, Drew Gress, Russ Johnson i Marshall Gilkes. W 1993 roku razem z również mieszkającym w Stanach Zjednoczonych, Andrzejem Winnickim, reaktywował grupę Breakwater, tym razem w polsko-amerykańskim składzie. Muzyk współpracuje również z innymi polskimi artystami – zarówno z tymi zamieszkałymi w USA, jak i z przyjeżdżającymi tam na występy. Wspólnie z aktorem Wojciechem Siemionem wziął udział w dobroczynnym koncercie For the Twins, oraz akompaniował Czesławowi Niemenowi, biorąc udział w koncercie jubileuszowym wokalisty, który odbył się 8 maja 1993 roku w Town Hall Theatre na Manhattanie. 
Pod koniec grudnia tego samego roku saksofonista uświetnił otwarcie wernisażu fotograficznego Piotra Powietrzyńskiego podczas którego zaprezentował, specjalnie skomponowane na tę okazję własne utwory. 
W 1995 roku podjął współpracę z rozgłośnią Nasze Radio (Fort Lee w stanie New Jersey), prowadząc autorską audycję z cyklu Tradycje polskiego jazzu. Przez kolejne 3 lata prowadził cotygodniowe audycje muzyczne w Polskim Radio WRKL 610 AM (Pomonie), oraz krótko współpracował z Polskim Radio USA, które ze względu na brak funduszy zakończyło działalność. W 1996 roku muzyk skomponował i nagrał ścieżkę dźwiękową do filmu koreańskiego reżysera Doca Kima pt. Moonwalker. Obraz zdobył Grand Prix na festiwalu w Seulu. W tym samym roku został członkiem międzynarodowej grupy Emocjonaliści, założonej przez polskiego rzeźbiarza Lubomira Tomaszewskiego. Zespół ma na koncie występy z polskim organistą klasycznym Andrzejem Trembickim i z amerykańskim wiolonczelistą Timothym Imlayem, a także z eksperymentalną grupą tańca improwizowanego pod kier. Kathryn Kollar.
W 1999 roku saksofonista razem z zespołem Breakwater, ponownie występującym pod nazwą Electric Breakwater, nagrał album pt. In the Bush, wydany rok później przez firmę fonograficzną J-Bird Records. W nagraniu płyty wzięli udział gościnnie dwaj światowej sławy muzycy, a byli to: basista Mark Egan (Pat Metheny Group) i perkusista Rodney Holmes (Carlos Santana Group). W 2002 roku, wspólnie z Andrzejem Winnickim, powołał do życia Kwintet Komeda Project z którym wystąpił po raz pierwszy w klubie „Van Gogh’s Ear”, jednakże promocyjny koncert kwintetu miał miejsce 23 stycznia 2003 roku w Konsulacie Generalnym RP w Nowym Jorku. W sierpniu 2005 roku saksofonista wystąpił z formacją w Sculpture Park w Nowym Jorku, poprzedzając projekcję głośnego niegdyś filmu Romana Polańskiego pt. Nóż w wodzie, wykonaniem muzyki Krzysztofa Komedy. 
W lutym 2007 roku wraz z kwintetem wziął udział w nagraniu krążka Crazy Girl, zawierającym utwory K. Komedy, a także trzy kompozycje Andrzeja Winnickiego. W 2009 roku ukazał się drugi album zespołu pt. Requiem, który znalazł się na liście 100 Najlepszych Płyt Jazzowych 2009 roku, ogłoszonym w rankingu nowojorskiego tygodnika Village Voice (obok m.in. Dark Eyes Tomasza Stańki). W 2012 roku muzyk wystąpił jako zaproszony gość z Kwintetem Komeda Project w programie Requiem m.in. na festiwalu Jazz w Lesie, który odbywa się corocznie w Sulęczynie, a także w kościele pw. św. Jana Chrzciciela w Trzciance i w Teatrze Letnim w Szczecinie. W październiku 2014 roku w Polish Institute of Arts and Sciences of America odbyła się wystawa prac polskiego malarza i grafika Jana Lebensteina do której przygotował oprawę muzyczną
Od 2012 roku koncertuje z wybitnym pianistą jazzowym Adamem Makowiczem. W 2019 roku obydwaj muzycy wraz Jeffem Dinglerem (kontrabas) stworzyli trio pod nazwą Makowicz-Medyna-Dingler Jazz Ensamble. Ponadto w 2017 roku wspólnie z Andrzejem Winnickim saksofonista powołał do życia WM Project (od 2023 r. WM Project/Breakwater), którego nazwa pochodzi od pierwszych liter nazwisk obydwu muzyków. 
Na początku marca 2017 r., muzycy nagrali płytę pt. From A Familiar Place, na który złożyły się standardy jazzowe autorstwa Joe Zawinula i Paula Desmonda, a także kompozycje członków zespołu. Album ukazał się w sprzedaży pod koniec listopada 2017 roku. Ponadto muzyk nadal utrzymuje kontakty ze środowiskiem muzycznym Szczecina (m.in. z Andrzejem Szpakiem).
We wrześniu 2022 roku nakładem wytwórni Gad Records ukazał się album z archiwalnymi nagraniami radiowymi (z lat 1979-1980) legendarnej, szczecińskiej formacji jazzowej Breakwater, której saksofonista był współzałożycielem.
W październiku 2024 roku nakładem wydawnictwa Bookplan.pl ukazała się książka autorstwa Mariusza A. Wolfa pod tytułem "Krotochwile, saksofon i jazz, czyli całe moje życie". Są to wspomnienia z całego życia zawierające wiadomości o rodzinie, a także wiele anegdot związanych z życiem artystycznym.

## Życie prywatne
Obecnie mieszka w Stamford. Dwukrotnie żonaty. Z pierwszego małżeństwa ma syna Piotra, który jest wykładowcą na Politechnice Morskiej w Szczecinie. Z małżeństwa z drugą żoną Martą ma dwoje dzieci – syna Christophera i córkę Cecilię.

## Nagrody i wyróżnienia
- 1979 – I nagroda (+ 15 tys. zł) dla zespołu Breakwater na XVI Festiwalu Jazz nad Odrą we Wrocławiu
- 1979 – I nagroda (+ 6 tys. zł) w kategorii solista na XVI Festiwalu Jazz nad Odrą we Wrocławiu (ex aequo z Dominikiem Wittem)

## Dyskografia

### Breakwater
- 2022: Breakwater (Gad Records GAD CD 209 – nagrania archiwalne z lat 1979-1980)

### Electric Breakwater
- 1999: In the Bush (J-Bird Records B00004TLWX (wyd. 7 lutego 2000)

### Komeda Project
- 2007: Crazy Girl (WM Records 837101266437)
- 2009: Requiem (WM Records 884501210546)

### WM Project
- 2017: From A Familiar Place (WM Records WMD 0-358852-4)